# 傑克遜鎮區 (堪薩斯州奧斯伯恩縣)
傑克遜鎮區（英語：Jackson Township）為美國堪薩斯州奧斯伯恩縣轄下的鎮區。2010年美国人口普查中該鎮區人口有35人。

## 地理
傑克遜鎮區涵蓋總面積為93.07平方（35.93平方英里），其中92.99平方（35.90平方英里）為陸地，0.08平方（0.031平方英里）或0.08%為水域。海拔高度524（1,719英尺）。

## 人口統計
根據2010年美國人口普查，傑克遜鎮區人口有35人，住房20戶，人口密度為0.37人/每平方公里。此鎮區居民之種族中，白人有32人，非裔美國人有0人，美洲原住民有0人，亞裔美國人有0人，太平洋島裔美國人有0人，其他種族有0人，混血種族則有3人。此外此鎮區有0人為西班牙裔或拉丁裔美國人。

## 交通

### 主要公路
- 281號美國國道